# خورخي خوليو روشا
خورخي خوليو روشا (بالإسبانية: Jorge Julio Rocha)‏ (مواليد 4 أبريل 1969) هو ملاكم كولومبي، مثّل بلاده في الألعاب الأولمبية الصيفية 1988 وحقق الميدالية البرونزية في فئة وزن البانتام.

## روابط خارجية
خورخي خوليو روشا على موقع بوكس ريك (الإنجليزية) (registration required)
- خورخي خوليو روشا على موقع أوليمبيديا (الإنجليزية)